# Білий лицар (книга)
Білий лицар — біографія автора Льюїса Керролла написана Олександром Л. Тейлором, вперше опублікована в 1952 році.